# Línea Mérida-Progreso
El Ferrocarril Mérida-Progreso, fue una línea ferroviaria, que conecta con Mérida, Yucatán, y Progreso, Yucatán. Estuvo arrendado a la empresa Ferrocarril Chiapas Mayab.

## Historia

### Inicios
El 31 de julio de 1861, el presidente mexicano Benito Juárez, emitiría un decreto en el cual se le otorgaba un permiso a Edwin Robinson y socios para la construcción del Ferrocarril de Mérida a Progreso. Robinson fallecería en Mérida, víctima de fiebre amarilla, en agosto de 1863. Con este fatal suceso quedó en suspenso la construcción del ferrocarril. Después de varias concesiones fallidas, múltiples ofrecimientos no cumplidos y ofertas de subsidios, gracias a José Rendón Peniche y Pedro Contreras Elizalde, se pudo obtener la autorización conducente. Finalmente el 1 de abril de 1875 se puso el primer durmiente en la Plaza de la Mejorada. Rendón Peniche no contaba con los recursos para concluir la obra. Las cosas se complicaron y hubo demandas por incumplimiento. La obra se detuvo hasta que se reanudó bajo la dirección del Ing. Olegario Molina Solís. Finalmente, la obra se terminó el 15 de septiembre de 1881.

### Inauguración
Tras su inauguración, se construyeron otros ramales que comunicaban a las haciendas henequeneras con Mérida; o ramales que evitaban tocar la capital de Yucatán y, con ello, las rutas controladas por sus élites, para transportar el henequén a Progreso sin intermediarios:
En 1902, se fusionaron las líneas de Mérida a Progreso e Izamal, Mérida a Valladolid y Mérida a Campeche, así como el muelle fiscal y los almacenes del puerto de Progreso, a iniciativa del gobernador Olegario Molina, conformando una sola empresa denominada Ferrocarriles Unidos de Yucatán. A partir de entonces, la compañía se organizó en cuatro divisiones que abarcaban 904 kilómetros de vías férreas.. La cohesión tenía como objetivo evitar la competencia de las tarifas de carga en un momento donde el negocio del henequén continuaba siendo próspero. De este modo, el éxito de la fusión permitió que la empresa continuara operando hasta su incautación en 1915 cuando la Revolución Mexicana alcanzó también a la península.